# Erich S. Gruen
Erich Stephen Gruen, né le 7 mai 1935 à  Vienne, est un historien classique austro-américain. Il est professeur Gladys Rehard Wood d'histoire et de lettres classiques à l'Université de Californie à Berkeley, où il enseigne à plein temps de 1966 à 2008. Il est président de l'American Philological Association en 1992.

## Biographie
Né à Vienne, il obtient des BA de l'Université Columbia et de l'Université d'Oxford, et un doctorat de l'Université Harvard en 1964. Gruen est un rameur léger universitaire à Columbia et major de sa promotion de 550 élèves. De 1957 à 1960, il est boursier Rhodes au Merton College d'Oxford.
Ses premiers travaux portent sur la dernière République romaine et culmine dans The Last Generation of the Roman Republic, un travail souvent cité comme une réponse à La Révolution romaine de Ronald Syme. L'argument de Gruen est que la République n'était pas en décadence, et n'avait donc pas nécessairement besoin d'être "sauvée" par Auguste et les institutions de l'Empire. Il travaille ensuite sur la période hellénistique et sur le judaïsme dans le monde classique.
Gruen enseigne ce qui est censé être son dernier cours de premier cycle, The Hellenistic World, à l'automne 2006. Malgré sa retraite de l'enseignement à temps plein, il continue de superviser des thèses de doctorat et est largement sollicité pour des postes de professeur invité. En plus de l'UC Berkeley, Gruen enseigne à l'Université Harvard, à l'Université du Colorado à Boulder et à l'Université Cornell. Il dit que son expérience d'enseignement la plus inspirante, cependant, a été un bref passage à instruire des prisonniers à la Prison d'État de San Quentin à la fin des années 2000.
En 1969-1970 et 1989-1990, Gruen reçoit une bourse Guggenheim. Il reçoit la Croix d'honneur autrichienne pour la science et l'art en 1998.

## Livres
- Roman Politics and the Criminal Courts, 149-78 BC (Cambridge MA, 1968)
- The Image of Rome (ed.) (Englewood Cliffs NJ, 1969)
- Imperialism in the Roman Republic (ed.) (NY, 1970)
- The Roman Republic (Washington DC, 1972)
- The Last Generation of the Roman Republic (Berkeley, 1974; pb edition 1995)
- The Hellenistic World and the Coming of Rome, 2 vols. (Berkeley, 1984; pb 1986)
- Studies in Greek Culture and Roman Policy (Leiden, 1990; pb 1996))
- Culture and National Identity in Republican Rome (Ithaca, 1992; pb 1994)
- Images and Ideologies: Self-Definition in the Hellenistic World (co-ed.) (Berkeley, 1993)
- Hellenistic Constructs: Essays in Culture, History, and Historiography (co-ed.) (Berkeley, 1997)
- Heritage and Hellenism: The Reinvention of Jewish Tradition (Berkeley, 1998)
- Diaspora: Jews amidst Greeks and Romans (Cambridge MA, 2002) (Reviews: Bryn Mawr Classical Review 2002.10.33)
- Rethinking the Other in Antiquity (Princeton, 2010)